# Chapitre de Saint-Bavon
Le chapitre de Saint-Bavon (Cap. Sancti Bavonis in Dioecesis Tornacensis ) est un chapitre séculier installé à la cathédrale Saint-Bavon de Gand.

## Histoire

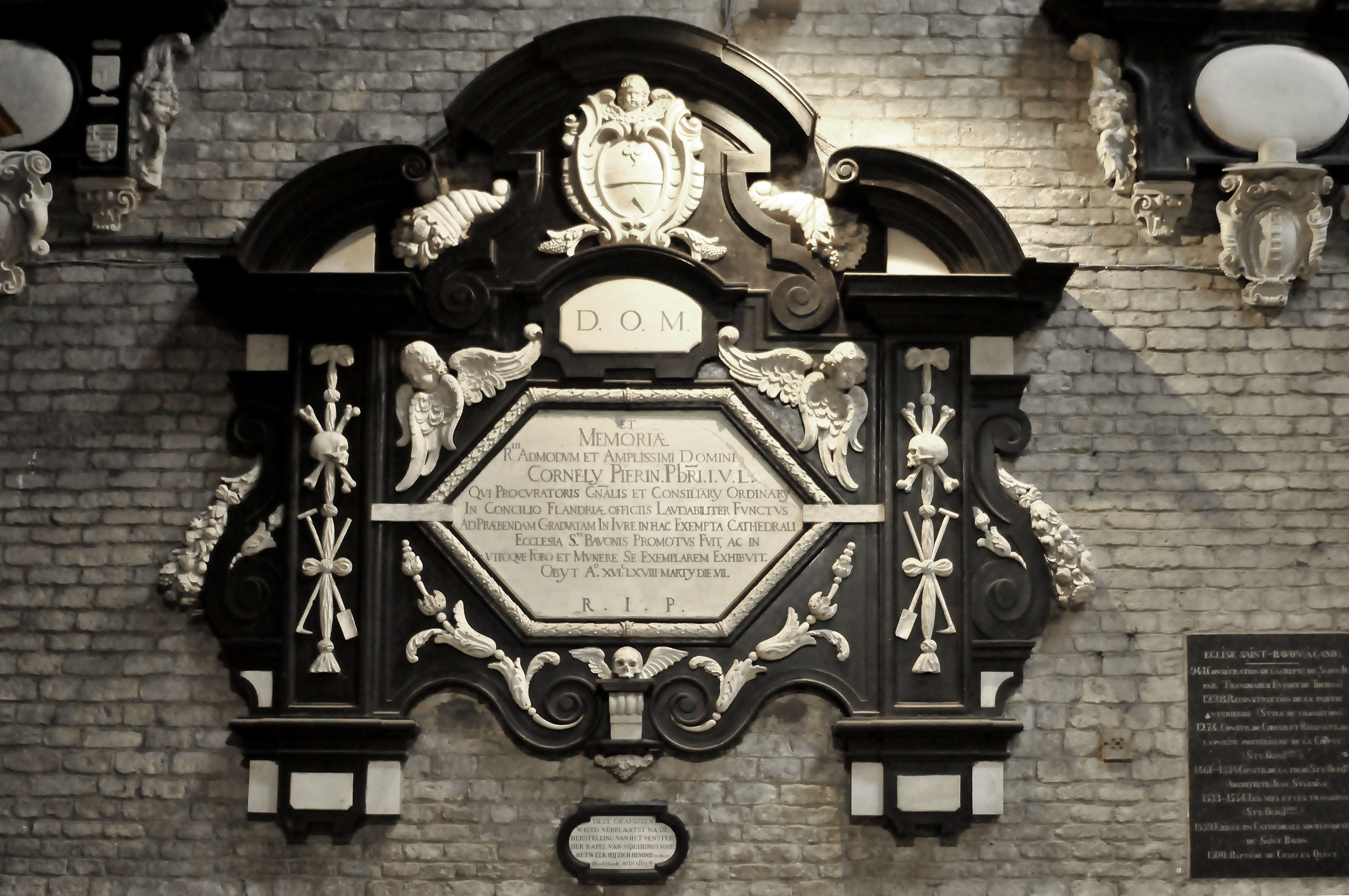
Chanoine Pierin, enterré dans la cathédrale.

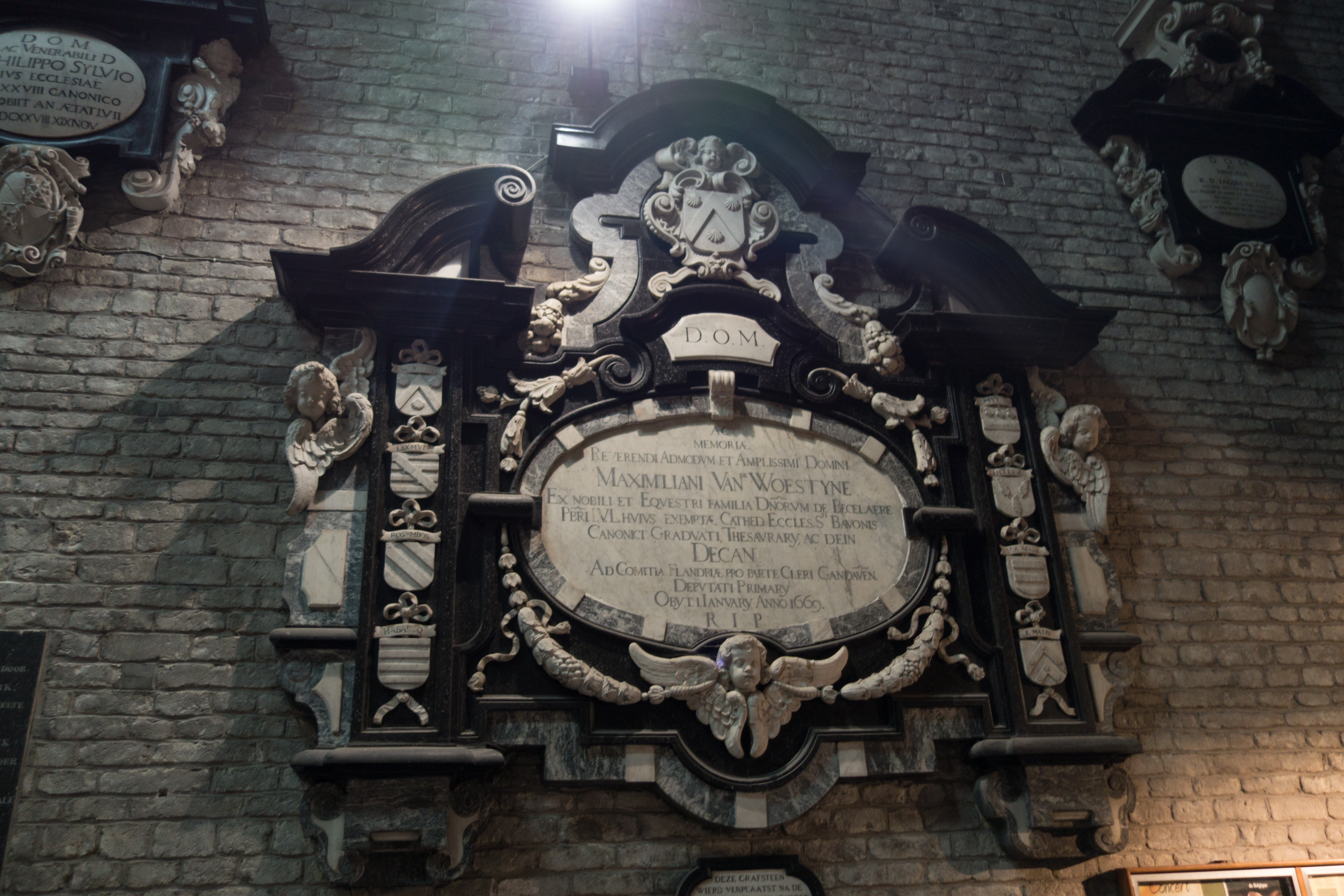
Doyen van de Woestyne.

Le chapitre fut érigé en 1539, à l'église collégiale de saint-Jean-Baptiste par les chanoines de Saint-Bavon, chassés de l'abbaye par l'empereur.
Les chanoines étaient 24 : 
- 7 Prébendes Royales (côté droit du chœur);
- 8 Chanoines gradués;
- 8 prébendes libres.

## Chanoines connus
Pendant l'Ancien Régime, une partie des chanoines était de grande noblesse, issue des anciennes familles flamandes. Plusieurs familles envoient des membres à la cathédrale pour vivre des prébendes.

### XVIIe-XVIIIesiècles

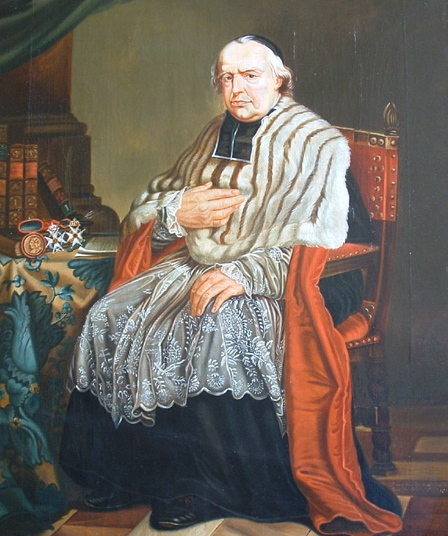
Le chanoine Triest.

- Lucas Munich, dernier abbé de saint Bavon et 1er Chanoine Prévôt.
- Adrianus Vareaus; archidiacre
- Nicolas de Haudion, fils du sgr de Guiberchies
- Albert de Hornes, vicaire général, évêque
- Gabriel de la Torre y Ayala, fils du Châtelain de Cambrai
- Philippe François de Croy + 1723, avec dispensation du Innocentius XII
- Thomas d'Alsace, doyen du Chapitre par decret de Charles II[1].
- mgr. Joseph de Castro; protonotaire
- mgr. Alexandre de Crombrugghe de Boelaere
- mgr. Jean II de Béjar; doyen et protonotaire. Fils de Jean de Béjar, sgr de Westackers.
- Mgr. Pierre Damant, évêque
- Mgr. Georges Chamberlain
- Josse Ranst, membre des Etats généraux
- Louis d'Ognyes
- Nicolas Breydel; vicaire général du Chapitre.
- Ferdinand de Brunswyck-Lunebourgh: Chantre.
- Joachim du Puget, baron de la Serre: Chantre du chapitre.
- Antoine vanden Heetvelde, Sgr de Thildoncq
- Melchior de Loncquenghien.
- Aurelius de Vicq: ecolastre
- Albert de Lichtervelde; chanoine gradué noble.
- Philippe de Pottelsberghe, archiprêtre et Archidiacre du chapitre
- Maximiliaan de la Woestyne de Becelaere (+1699), vicaire général du chapitre, seigneur de Caridon fils du seigneur de Becelaer.
- Cornelius Pierin (+1668)
- Josse Goethals - (1711) Chanoine gradué[1].
- Balthasar Brugman - Thesaurier[1]
- Dominicus Snellaert[1]
- Guillaume De Smet
- mgr. Antoinde de Draeck; protonotaire
- Pierre-Joseph Triest
- Corneille Legier: archidiacre du Mgr. vander Noot, doyen (1710)[1]

- Jean Ooms: Archipretre
- Charles van Hoobrouck

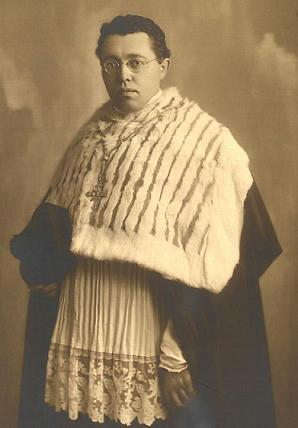
Charles-Justin Calewaert (1893–1963), chanoine de Saint-Bavon.

- Jacques-Ignace van Parys: petit fils de PP Rubens.
- François Maria Rubens.

### XIXe-XXesiècles
- Charles-Justin Calewaert
- Antoine Stillemans; Supérieur et Evêque
- Henri-Charles Lambrecht

### Actuel
- Ludo Collin, Doyen
- Lode Aerts, Chanoine Honoraire

## Site web officiel
- « Sint-Baafskapittel », sur Kerknet, 13 novembre 2016 (consulté le 31 décembre 2023)